# China Grove (Karolina Północna)
China Grove – miasto w Stanach Zjednoczonych, w stanie Karolina Północna, w hrabstwie Rowan.